# エドワード・ルイス (プロデューサー)
エドワード・ルイス（Edward Lewis, 1919年12月16日 - 2019年7月27日）は、アメリカ合衆国の映画プロデューサー、脚本家である。

## 生い立ちと私生活
ニュージャージー州カムデンで生まれる。バックネル大学に通った後、歯科学校で学ぶ。卒業前にはイングランドでアメリカ陸軍に入り、軍病院で働いた。戦後はロサンゼルスに住み、結婚して娘を2人もうけた。2019年7月27日にカリフォルニア州ロサンゼルスにて99歳で亡くなった。

## キャリア
ジョン・フランケンハイマーとのコラボレーションで知られ、彼の映画のうち9本でプロデューサーまたはエグゼクティブ・プロデューサーを務めた。1982年の『ミッシング』のプロデュースにより妻のミルドレッドと共にアカデミー作品賞にノミネートされた。
ルイスはカーク・ダグラス主演・製作総指揮の『スパルタカス』（1960年）をプロデュースした際には脚本のダルトン・トランボを実名でクレジットさせ、ハリウッド・ブラックリストの打破に貢献した。彼は『スパルタカス』の完成直前までユニバーサル＝インターナショナルに隠し続けることでこれを実現した。トランボはルイスを「名前を失った男を助けるために自分の名前を危険に晒してくれた」と評していたと報じられている。

## 主なフィルモグラフィ
- スパルタカス Spartacus (1960) 製作
- ガン・ファイター The Last Sunset (1961) 製作
- 脱獄 Lonely Are the Brave (1962) 製作
- 秘密殺人計画書 The List of Adrian Messenger (1963) 製作
- 5月の7日間 Seven Days in May (1964) 製作
- セコンド/アーサー・ハミルトンからトニー・ウィルソンへの転身 Seconds (1966) 製作
- グラン・プリ Grand Prix (1966) 製作
- フィクサー The Fixer (1968) 製作
- さすらいの大空 The Gypsy Moths (1969) 製作総指揮
- ホースメン The Horsemen (1971) 製作
- ダラスの熱い日 Executive Action (1973) 製作
- ミッシング Missing (1982) 製作
- クラッカーズ/警報システムを突破せよ! Crackers (1984) 製作
- ザ・リバー The River (1984) 製作